# El desafío (programa de televisió)
El Desafío és un concurs en el qual setmanalment un grup de famosos s'enfronten a difícils proves amb l'objectiu de ser el millor en el joc. Està presentat per Roberto Leal i produït per Atresmedia Televisión en col·laboració amb 7 y acción.

## Format
Es tracta d'un Talent show en el qual 8 personatges populars de diferents àmbits com la cultura, la interpretació, la cançó, la moda o l'esport s'enfronten a proves moltes d'elles d'ordre físic, allunyades de les disciplines per les quals han aconseguit el reconeixement popular. Algunes d'elles, els famosos s'enfronten en un duel i tots hauran de passar per la prova de la 'Apnea', un complicat repte en el qual necessiten dominar el seu cos i la seva ment per a baixar les pulsacions i aconseguir aguantar la respiració sota l'aigua.
Els resultats de les proves són valorats per un jurat compost pel cineasta Santiago Segura, la socialite Tamara Falcó i l'escriptor i col·laborador de TV Juan del Val. En la segona edició s'incorpora Pilar Rubio com a membre del jurat, pel fet que Tamara Falcó no podia compaginar la seva labor com a jurat amb els estudis de xef.
Els membres del jurat poden donar puntuacions que oscil·len de l'1 al 7 i 10 punts, però si un d'ells no està d'acord amb la votació de l'altre company, podran activar un botó de la injustícia. Qui ho faci, podrà sumar o restar 5 punts al concursant que vulguin, però solament el poden fer una vegada. En sumar els punts que va presentar el jurat s'obté la classificació final de la gala, en la qual el guanyador obtindrà un premi que és la Targeta Solidària Openbank la qual part amb 6.000€, i que el guanyador podrà destinar a l'ONG, associació o fundació que triï, més 500€ per cada 30 segons que el participant assignat en l'"Apnea" aconsegueixi aguantar sota l'aigua (Si un participant no arriba a 1 minut, Openbank sumarà 1.000€ a la Targeta Solidària, això no va succeir almenys una vegada, però a vegades sol haver-hi variants: Si algú aguanta més d'1 minut però menys de 2, Openbank sumarà 2.000€).
Els punts de la classificació setmanal s'aniran acumulant en una classificació general, que servirà per a decidir al guanyador absolut que s'emportarà una altra Targeta Solidària Openbank però amb 30.000€ de la mateixa manera que es va fer amb els premis setmanals i a més un cotxe (En la primera temporada va ser un SsangYong Korando, en la segona temporada és un cotxe de la marca BMW).

## Temporades
| Temporada | Temporada | Programes | Estrena             | Final              | Guanyador/a     | Audiència mitjana | Audiència mitjana |
| Temporada | Temporada | Programes | Estrena             | Final              | Guanyador/a     | Espectadors       | Quota             |
| --------- | --------- | --------- | ------------------- | ------------------ | --------------- | ----------------- | ----------------- |
|           | 1         | 8         | 15 de gener de 2021 | 5 de març de 2021  | Kira Miró       | 2 419 000         | 16,6%             |
|           | 2         | 10        | 11 de març de 2022  | 20 de maig de 2022 | Juan Betancourt | 1 925 000         | 16,4%             |
| Total     | Total     | ?         | 15 de gener de 2021 |                    |                 |                   |                   |

## Equip

### Presentador
Presentador
| Roberto Leal |

### Jurat
Jurado fix
     Jurado invitat
| Cadena          |      |      |      |
| Edició          | 1    | 2    | 3    |
| Any             | 2021 | 2022 | 2023 |
| --------------- | ---- | ---- | ---- |
| Santiago Segura |      |      |      |
| Juan del Val    |      |      |      |
| Pilar Rubio     |      |      |      |
| Tamara Falcó    |      |      |      |

## El Desafío 1(2021)
- 15 de gener de 2021 – 5 de març de 2021

Aquesta és la primera edició d'aquest nou concurs de desafiaments que Antena 3 posa en marxa. Un grup de 8 artistes se sotmeten a reptes que els són assignats pel polsador, una màquina que tria a l'atzar el desafiament que han de superar en la següent gal·la.
| Famosos | Famosos                 | Ocupació                           | Resultat        |
| centro  |                         |                                    |                 |
| ------- | ----------------------- | ---------------------------------- | --------------- |
| centro  | Kira Miró               | Actriu i presentadora de TV        | Guanyadora      |
| centro  | Jorge Brazález          | Exfutbolista i xef                 | 2n classificat  |
| centro  | Pablo Puyol             | Actor i cantant                    | 3r classificat  |
| centro  | Ana Peleteiro           | Atleta olímpica                    | 4a classificada |
| centro  | David Bustamante        | Cantautor                          | 5è classificat  |
| centro  | Gemma Mengual           | Nedadora olímpica de sincronitzada | 6a classificada |
| centro  | Jorge Sanz              | Actor                              | 7è classificat  |
| centro  | Ágatha Ruiz de la Prada | Dissenyadora de moda i aristòcrata | 8a classificada |

## El Desafío 2(2022)
- 11 de març de 2022 - 20 de maig de 2022

Després del bon acolliment del format per part del públic Antena 3 va renovar el programa amb una segona edició en la qual vuit nous famosos hauran de superar els desafiaments proposats pel polsador.
Bárbara Rey va ser anunciada com a concursant oficial però, a causa del seu positiu en COVID-19 i posterior ingrés, va ser substituïda per Norma Duval. Més tard, també es va incorporar el piragüista Javier Hernanz, que substituiria durant les gales 2 i 3, a Juan Betancourt després que aquest es trenqués una cama.
|        |                      | Ocupació                        | Resultat                      |
| centro |                      |                                 |                               |
| ------ | -------------------- | ------------------------------- | ----------------------------- |
| centro | Juan Betancourt      | Model i actor                   | Guanyador                     |
| centro | Omar Montes          | Cantant                         | 2n classificat                |
| centro | Raquel Sánchez Silva | Presentadora de TV i escriptora | 3a classificada               |
| centro | Jesulín de Ubrique   | Torero                          | 4t classificat                |
| centro | María Pombo          | Influencer                      | 5a classificada               |
| centro | Norma Duval          | Vedet i presentadora            | 6a classificada               |
| centro | Lorena Castell       | Presentadora de ràdio i TV      | 7a classificada               |
| centro | El Monaguillo        | Humorista                       | 8n classificat                |
| centro | Altres participants  |                                 |                               |
| centro | Javier Hernanz       | Piragüista i model              | Substitueix a Juan Betancourt |

## El Desafío 3(2023)
|        |                      | Ocupació                        | Resultat          |
| centro |                      |                                 |                   |
| ------ | -------------------- | ------------------------------- | ----------------- |
| centro | Ana Guerra           | Cantant                         | Guanyadora        |
| centro | Boris Izaguirre      | Presentador i escriptor         |                   |
| centro | Florentino Fernández | Humorista i presentador         |                   |
| centro | Jorge Blanco         | Esportista                      |                   |
| centro | Jorge Lorenzo        | Expilot de motociclisme         |                   |
| centro | Laura Escanes        | Influencer                      | 3ra Classificada  |
| centro | Mariló Montero       | Periodista i presentadora de TV | 4rta Classificada |
| centro | Rosa López           | Cantant                         | 2n Classificada   |

## PalmarèsEl Desafío
| Edició                | Data | Guanyador       | Subcampió      | Tercer               |
| --------------------- | ---- | --------------- | -------------- | -------------------- |
| [ ED 1 ] El Desafío 1 | 2021 | Kira Miró       | Jorge Brazález | Pablo Puyol          |
| [ ED 2 ] El Desafío 2 | 2022 | Juan Betancourt | Omar Montes    | Raquel Sánchez Silva |
| 2023                  |      | Ana Guerra      | Rosa Lopez     | Laura Escanes        |

## Audiències

### El Desafío: Edicions
| Edició                      | Data | Cadena   | Gales | Espectadors | Quota de pantalla | Gran final        |
| --------------------------- | ---- | -------- | ----- | ----------- | ----------------- | ----------------- |
| El Desafío: Primera edición | 2021 | Antena 3 | 8     | 2 419 000   | 16,6%             | 2 822 000 (20,1%) |
| El Desafío: Segunda edición | 2022 | Antena 3 | 10    | 1 925 000   | 16,4%             | 1 832 000 (18,0%) |
|                             |      | Antena 3 |       |             |                   |                   |